# Ратомир Јовић
Ратомир Ратко Јовић — Душко (Горњи Адровац, код Алексинца, 1915 — Чукуровац, код Алексинца, 13. јул 1944) био је учесник Народноослободилачке борбе и народни херој Југославије.

## Биографија
Ратомир Јовић је рођен 1915. године у Горњем Адровцу, код Алексинца.
Био је отправник возова. Члан СКОЈ је од 1938. године, а учесник НОБ од 1941. године. Био је курир Покрајинског комитета КПЈ за Србију, држећи везу са члановима Окружног комитета КПЈ за Ниш. Од августа 1942. године био је борац Врањског, а касније Топличког НОП одреда. Почетком 1944. године био је члан, а касније и секретар Среског комитета КПЈ за моравски срез. Погинуо је 13. јула 1944. године у селу Чукуровац код Алексинца.
Указом председника ФНРЈ Јосипа Броза Тита 9. октобра 1953. проглашен је за народног хероја.
По њему је названо једно градско насеље на северу Ниша.

## Галерија
- Орден народног хероја